# Linnebjörkesjön
Linnebjörkesjön är en sjö i Växjö kommun i Småland och ingår i Mörrumsåns huvudavrinningsområde. Sjön har en area på 3,95 kvadratkilometer och ligger 221 meter över havet. Sjön avvattnas av vattendraget Aggaå (Skyeån). Vid provfiske har bland annat abborre, braxen, gädda och mört fångats i sjön.

## Delavrinningsområde
Linnebjörkesjön ingår i det delavrinningsområde (631547-146081) som SMHI kallar för Utloppet av Linnebjörkesjön. Medelhöjden är 236 meter över havet och ytan är 36,76 kvadratkilometer. Räknas de 4 avrinningsområdena uppströms in blir den ackumulerade arean 91,46 kvadratkilometer. Aggaå (Skyeån) som avvattnar avrinningsområdet har biflödesordning 2, vilket innebär att vattnet flödar genom totalt 2 vattendrag innan det når havet efter 121 kilometer. Avrinningsområdet består mestadels av skog (64 procent) och sankmarker (15 procent). Avrinningsområdet har 3,94 kvadratkilometer vattenytor vilket ger det en sjöprocent på 10,7 procent.

## Fisk
Vid provfiske har följande fisk fångats i sjön:
- Abborre
- Braxen
- Gädda
- Mört
- Sutare